# 4 (число)
4 (чоти́ри, четвірка) — натуральне число між 3 і 5. Вважається нещасливим у деяких азіатських культурах.

## Математика
- 24 = 42 = 16
- найменше складене число.
- друге тетраедрне число.
- перше число Сміта
- 1/4 — чверть, або 25%.

## Дати
- - 4 рік до н. е.
  - 4 рік;
  - 1704 рік
  - 1804 рік
  - 1904 рік
  - 2004 рік

## Музика
- Позначається інтервал кварта
- Список Четвертих симфоній